# All England-vindere (herredouble)
Dette er en liste over vindere af herredouble-rækken i badmintonturneringen All England.
- 1899 – D. Oakes/Stewart Massey (England)
- 1900 – H.L. Mellersh/F.S. Collier (England)
- 1901 – H.L. Mellersh/F.S. Collier (England)
- 1902 – H.L. Mellersh/F.S. Collier (England)
- 1903 – Stewart Marsden Massey/E.L. Huson (England)
- 1904 – Albert Davis Prebble/Henry Norman Marrett (England)
- 1905 – C.T.J. Barnes/Stewart Marsden Massey (England)
- 1906 – Henry Norman Marrett/George Alan Thomas (England)
- 1907 – Albert Davis Prebble/Norman Wood (England)
- 1908 – Henry Norman Marrett/George Alan Thomas (England)
- 1909 – Frank Chesterton/Albert Davis Prebble (England)
- 1910 – Henry Norman Marrett/George Alan Thomas (England)
- 1911 – P.D. Fitton/Ernest Edward Shedden Hawthorn (England)
- 1912 – Henry Norman Marrett/George Alan Thomas (England)
- 1913 – Frank Chesterton/George Alan Thomas (England)
- 1914 – Frank Chesterton/George Alan Thomas (England)
- 1915-1919 – All England aflyst pga. første verdenskrig
- 1920 – A.F. Engelbach/R. du Roveray (England)
- 1921 – Sir George Alan Thomas/Frank Hodge (England)
- 1922 – Guy A. Sautter (England)/Frank Devlin (Irland)
- 1923 – Frank Devlin/Gordon "Curly" Mack (Irland)
- 1924 – Sir George Alan Thomas/Frank Hodge (England)
- 1925 – Herbert Uber/A.K. Jones (England)
- 1926 – Frank Devlin/Gordon "Curly" Mack (Irland)
- 1927 – Frank Devlin/Gordon "Curly" Mack (Irland)
- 1928 – Sir George Alan Thomas/Frank Hodge (England)
- 1929 – Frank Devlin/Gordon "Curly" Mack (Irland)
- 1930 – Frank Devlin/Gordon "Curly" Mack (Irland)
- 1931 – Frank Devlin/Gordon "Curly" Mack (Irland)
- 1932 – Donald C. Hume/R.M. White (England)
- 1933 – Donald C. Hume/R.M. White (England)
- 1934 – Donald C. Hume/R.M. White (England)
- 1935 – Donald C. Hume/R.M. White (England)
- 1936 – L. Nichols/Ralph C.F. Nichols (England)
- 1937 – L. Nichols/Ralph C.F. Nichols (England)
- 1938 – L. Nichols/Ralph C.F. Nichols (England)
- 1939 – T.H. Boyle/J.L. Rankin (Irland)
- 1940-1946 – All England aflyst pga. anden verdenskrig
- 1947 – Tage Madsen/Poul Holm (Danmark)
- 1948 – Preben Dabelsteen/Børge Frederiksen (Danmark)
- 1949 – Ooi Teik Hock/Tech Seng Khoon (Malaysia)
- 1950 – Jørn Skaarup/Preben Dabelsteen (Danmark)
- 1951 – David Ewe Choong/Eddy B. Choong (Malaysia)
- 1952 – David Ewe Choong/Eddy B. Choong (Malaysia)
- 1953 – David Ewe Choong/Eddy B. Choong (Malaysia)
- 1954 – Ooi Teik Hock/Ong Poh Lim (Malaysia)
- 1955 – Finn Kobberø/Jørgen Hammergaard Hansen (Danmark)
- 1956 – Finn Kobberø/Jørgen Hammergaard Hansen (Danmark)
- 1957 – Joseph C. Alston (USA)/'Johnnie' Heah (Malaysia)
- 1958 – Erland Kops/Poul Erik Nielsen (Danmark)
- 1959 – Lim Say Hup/Teh Kew San (Malaysia)
- 1960 – Finn Kobberø/Poul Erik Nielsen (Danmark)
- 1961 – Finn Kobberø/Jørgen Hammergaard Hansen (Danmark)
- 1962 – Finn Kobberø/Jørgen Hammergaard Hansen (Danmark)
- 1963 – Finn Kobberø/Jørgen Hammergaard Hansen (Danmark)
- 1964 – Finn Kobberø/Jørgen Hammergaard Hansen (Danmark)
- 1965 – Ng Boon Bee/Tan Yee Khan (Malaysia)
- 1966 – Ng Boon Bee/Tan Yee Khan (Malaysia)
- 1967 – Henning Borch/Erland Kops (Danmark)
- 1968 – Henning Borch/Erland Kops (Danmark)
- 1969 – Henning Borch/Erland Kops (Danmark)
- 1970 – Tom Bacher/Poul Petersen (Danmark)
- 1971 – Ng Boon Bee/Punch Gunalan (Malaysia)
- 1972 – Christian Hadianata/Ade Chandra (Indonesien)
- 1973 – Christian Hadinata/Ade Chandra (Indonesien)
- 1975 – Tjun Tjun/Johan Wahjudi (Indonesien)
- 1976 – Bengt Fröman/Thomas Kihlström (Sverige)
- 1977 – Tjun Tjun/Johan Wahjudi (Indonesien)
- 1978 – Tjun Tjun/Johan Wahjudi (Indonesien)
- 1979 – Tjun Tjun/Johan Wahjudi (Indonesien)
- 1980 – Tjun Tjun/Johan Wahjudi (Indonesien)
- 1980 – Tjun Tjun/Johan Wahjudi (Indonesien)
- 1981 – Rudy Heryanto/Hariamanto Kartono (Indonesien)
- 1982 – Razif Sidek/Jalani Sidek (Malaysia)
- 1983 – Thomas Kihlström/Stefan Karlsson (Sverige)
- 1984 – Rudy Heryanto/Hariamanto Kartono (Indonesien)
- 1985 – Kim Moon-soo/Park Joo-bong (Sydkorea)
- 1986 – Kim Moon-soo/Park Joo-bong (Sydkorea)
- 1987 – Li Yongbo/Tian Bingyi (Folkerepublikken Kina)
- 1988 – Li Yongbo/Tian Bingyi (Folkerepublikken Kina)
- 1989 – Lee Sang-Bok/Park Joo-bong (Sydkorea)
- 1990 – Kim Moon-soo/Park Joo-bong (Sydkorea)
- 1991 – Li Yongbo/Tian Bingyi (Folkerepublikken Kina)
- 1992 – Rudy Gunawan/Eddy Hartono (Indonesien)
- 1993 – Jon Holst-Christensen/Thomas Lund (Danmark)
- 1994 – Rudy Gunawan/Bambang Suprianto (Indonesien)
- 1995 – Rexy Mainaky/Ricky Subagja (Indonesien)
- 1996 – Rexy Mainaky/Ricky Subagja (Indonesien)
- 1997 – Ha Tae-Kwon/Kang Kyung-Min (Sydkorea)
- 1998 – Lee Dong Soo/Yoo Yong Sung (Sydkorea)
- 1999 – Tony Gunawan/Chandra Wijaya (Indonesien)
- 2000 – Ha Tae-Kwon/Kim Dong-Moon (Sydkorea)
- 2001 – Tony Gunawan/Halim Heryanto (Indonesien)
- 2002 – Ha Tae-Kwon/Kim Dong-Moon (Sydkorea)
- 2003 – Sigit Budiarto/Chandra Wijaya (Indonesien)
- 2004 – Martin Lundgaard Hansen/Jens Eriksen (Danmark)
- 2005 – Cai Yun/Fu Haifeng (Folkerepublikken Kina)
- 2006 – Martin Lundgaard Hansen/Jens Eriksen (Danmark)
- 2007 – Koo Kien Keat/Tan Boon Heong (Malaysia)
- 2008 – Jung Jae-sung/Lee Yong-dae (Sydkorea)
- 2009 – Cai Yun/Fu Haifeng (Folkerepublikken Kina)
- 2010 – Lars Paaske/Jonas Rasmussen (Danmark)
- 2011 – Mathias Boe/Carsten Mogensen (Danmark)
- 2012 – Lee Yong-dae/Jung Jae Sung (Sydkorea)